# Accademia del Cimento
A Accademia del Cimento (Academia da Experiência), uma sociedade científica antiga, foi fundada em Florença em 1657 por estudantes de Galileu, Giovanni Alfonso Borelli e Vincenzo Viviani e deixou de existir cerca de uma década depois. A fundação da Academia foi financiada pelo Príncipe Leopoldo e Grão-Duque Fernando II de Médici. 

## Princípios
Os princípios da sociedade incluíam:
- Experimentação (sobre tudo, neste período inicial da ciência)
- Evitar especulações
- Criação de instrumentos de laboratório
- Padrões de medição
- Lema – Provando e riprovando = Provando e provando novamente (ou Tentando e Tentando novamente)
- A publicação 'Saggi di naturali esperienze fatte nell'Accademia del Cimento sotto la protezione del Serenissimo Principe Leopoldo di Toscana e descritte dal segretario di essa Accademia foi publicada pela primeira vez em 1666, posteriormente traduzida para o latim em 1731. Tornou-se o manual padrão de laboratório no século XVIII. século.

## Visão geral
A Accademia del Cimento publicou um manual de experimentação que deu início ao processo de padronização de processos, instrumentos e medições em toda a Europa. Seu lema Provando e riprovando significa “provar e refutar”, ou seja, fornecer provas de fatos verdadeiros e refutar fatos falsos, enquanto uma tradução literal pode ser “tentar e tentar novamente”. Ao contrário de muitas outras sociedades científicas formadas no século XVII, como a Accademia dei Lincei (fundada em 1603), a Royal Society of London (fundada em 1660) e a Academie Royale des Sciences (fundada em 1666), a Accademia del Cimento nunca estabeleceram regras para torná-lo um órgão formal. Não havia regras formais para ingressar na sociedade, não havia calendário de reuniões estabelecido e a sociedade nunca montou uma estrutura organizacional. Em vez disso, a sociedade permaneceu um grupo unido de virtuosos sob a direção de seus patronos, o príncipe Leopoldo da Toscana e Fernando II de Médici, Grão-Duque da Toscana, ambos filhos de Cosimo II de' Medici. A sociedade publicou apenas um manuscrito durante sua existência, Saggi di naturali esperienze fatte nell'Academia del Cimento sotto la protezione del Serenissimo Principe Leopoldo di Toscana e descritte dal segretario di essa Accademiae todos os trabalhos do manuscrito foram publicados anonimamente. Isso significa que há muito poucos registros reais do funcionamento da sociedade. A falta de fontes históricas foi agravada pelo fato de que, embora dezesseis volumes de escritos da Accemia del Cimento tenham sido copiados no início do século XVIII por Giovanni Targioni-Tozzetti, bibliotecário assistente da Biblioteca Magliabecchi, os manuscritos originais foram perdidos. A história da sociedade só pode ser reconstituída através das cartas e diários das pessoas associadas à operação. A Biblioteca Nacional de Florença digitalizou recentemente todos esses documentos e eles estão disponíveis on-line.

## Fundação
Como o funcionamento da Academia não foi formalizado, não pode haver uma resposta clara sobre a data exata da fundação da Accademia del Cimento. sugere que a Academia era a organização formal das reuniões realizadas pelo príncipe Leopoldo em seu escritório, e que a sociedade não existia, exceto quando Leopoldo estava presente. Middleton concorda que a ênfase geral estava no que Leopoldo e Fernando queriam estudar, mas argumenta que a sociedade realizou experimentos de acordo com a curiosidade de cada indivíduo. No entanto, ambos concordam com o Istituto e Museo di Storia della Scienza em Florença, que dá a data de início de 1657.

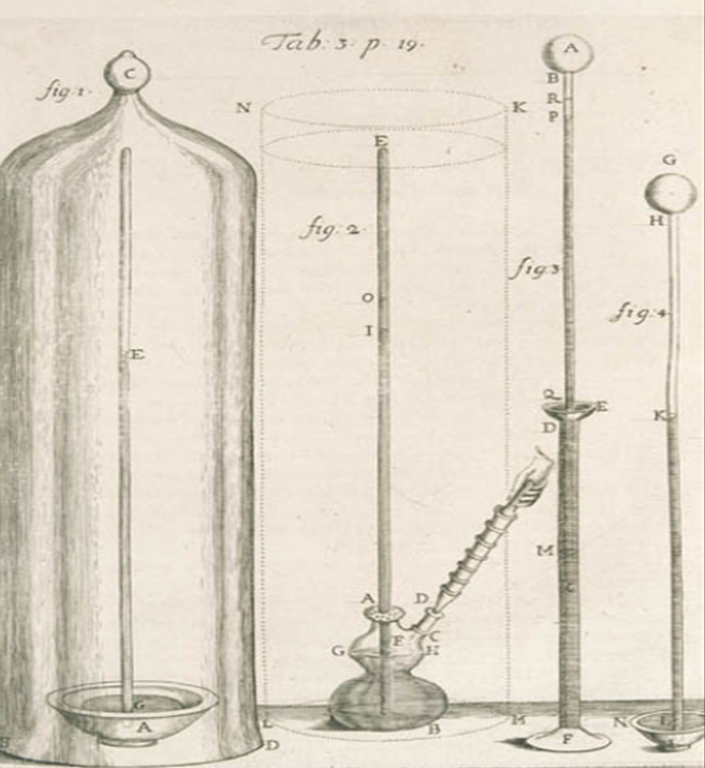
Instrumentos mostrados no Saggi

## Publicação
A principal publicação da Academia é o Saggi di naturali esperienze fatte nell'Academia del Cimento sotto la protezione del Serenissimo Principe Leopoldo di Toscan e descrittedal segretario di essa Accademia normalmente referido como o Saggi . Este documento foi chamado de manual de laboratório do século XVIII.
O Saggi está repleto de fotos de instrumentos de laboratório e instruções sobre o uso dos instrumentos. Uma tradução moderna do manual é fornecida no livro de Middelton, The Experimenters: A Study of the Accademia del Cimento.

## Fim daAccademia del Cimento
A Accademia del Cimento nunca se tornou uma instituição. Sempre foi dependente das regras e ordens de seus patronos, Leopoldo e Fernando. Embora tenha sido dito que o Papa fez da dissolução da Academia um pré-requisito para Leopoldo se tornar cardeal, isso não foi comprovado. Em vez disso, parece que os principais membros da sociedade realizaram os experimentos que mais lhes interessavam com os melhores instrumentos atualmente disponíveis dos patronos e, em seguida, todos se mudaram para diferentes atividades. Borelli, em particular, parecia cansado de ter que compartilhar seus elogios com os outros e se cansou do esforço cooperativo que não permitia o reconhecimento individual.